# Аль-Мансур аль-Касім
Аль-Мансур аль-Касім бін Мухаммед (араб. القاسم بن محمد بن القاسم; 13 листопада 1559 – 19 лютого 1620) — імам Зейдитської держави у Ємені. Розпочав боротьбу з османами задля визволення своєї країни та заснував зейдитську монархію, що фактично існувала до 1962 року.